# Un héroe polaco (trilogía polaca)
Un héroe polaco (en polaco: Pan Wołodyjowski; que significa literalmente, Señor Wołodyjowski) es una novela histórica escrita por el premio Nobel de literatura Henryk Sienkiewicz publicada en 1887. Es la tercera y última novela de la serie conocida como la trilogía polaca. Fue precedida por A sangre y fuego (Ogniem i mieczem, 1884) y El diluvio (Potop, 1886). El protagonista de la novela es Michał Wołodyjowski, que había tenido un papel secundario en las dos novelas previas.

## Adaptación cinematográfica
La novela fue adaptada a película por el director polaco Jerzy Hoffman en 1968, con el título de coronel Wolodyjowski.